# Nagy Katalin (író)
Nagy Jánosné (névváltozatok: Nagy Katalin; leánykori neve: Csernák Katalin; Zenta, 1928. július 13. – Budapest, 1988. április 10.) tanár, író, a neveléstudományok kandidátusa (1970), József Attila-díjas (1985).

## Életrajz
Gyerekkorát az akkor már Jugoszláviához tartozó Zentán töltötte, elsősorban a nagyszülők és az unokatestvérek, ill. a kisvárosi társadalom figurái hatottak rá, szüleitől távol élt, mert 193?-tól 1939 márciusig szülei Jugoszlávia prágai követségén voltak (karbantartó  jellegű) alkalmazottak. (A jogutód adatközlése) . Erről a korszakról a Rendhagyó emlékkönyv című kötet tanúskodik. Lengyel Balázs szerint, aki könyveinek rendszeres lektora volt a Móra Ferenc Könyvkiadónál, életművében feltünően erőteljesek és markánsak a nagyszülőfigurák, míg a szülőfigurák kevésbé.)  Polgári iskolai tanulmányait követően tanítónőképzőt (középiskolatípus, 1938-tól hivatalos nevén líceum) végzett Budapesten. 1944 tavaszi, nyári emlékeiről - köztük az angol kisasszonyrendi iskola reagálása a német megszállásra, a szerb-magyar lakossági viszony a visszacsatolt Délvidéken - a Napraforgó lány című kötet tanúskodik. 1948 és 1955 között tanítóként, általános iskolai tanárként működött az egykori Mária Valéria-telep iskolájában, ahol rendkívül szegény és hátrányos helyzetű gyerekekkel foglalkozott. Ezeknek az éveknek a dokumentációja a Legfeljebb három pofon, mely címében a hátrányos helyzetű gyermekek körében honos erőszak-kultúra csökkentésének pedagógiai kompromisszumaira utal.
Közben az Eötvös Loránd Tudományegyetem Természettudományi Karán tanult, ahol 1954-ben kapott földrajz-biológia szakos tanári diplomát. 1956 nyarán került a Pedagógiai Tudományos Intézetbe (átszervezése után: Országos Pedagógiai Intézet), ahol eleinte tudományos kutatói minőségben, majd docensként, végül (az 1970-es években) főigazgató-helyettesként dolgozott. Cikkeit és tanulmányait pedagógiai témában írta, ezeket megjelentette a Köznevelés, a Pedagógiai Szemle és a Magyar Pedagógia. Az 1960-as évek elején a Nevelési Terv munkálataiban játszott jelentős szerepet. (A nevelési terv  történetéről szóló 1980-as évekbeli kutatásokat (Halász Gábor, Oktatáskutató Intézet) interjú-alanyként támogatta.) Neveléstudományból szerzett kandidátusi fokozatot 1970-ben. Értekezése "Igazságos, becsületes, bátor" címmel jelent meg a Tankönyvkiadónál 1973-ban, ebben empirikusan vizsgálta a 14 éves gyerekek által az 1960-as évek végén preferált értékeket, összehasonlítva egy hasonló 1930-as évekbeli vizsgálattal. (A neveléstudományi közéletben az 1960-as években Nagy Jánosné néven is ismert volt.) https://www.arcanum.hu/hu/online-kiadvanyok/Lexikonok-magyar-eletrajzi-lexikon-7428D/n-ny-76F7D/nagy-janosne-nagy-katalin-76FFD/
Kisebb jelentőségű szakkönyvei:
- Serdülőkről felnőtteknek / Korein Andorral közösen Budapest, 1958.
- A szocialista nevelés tervszerűségéért : a Magyar Nők Országos Tanácsa előadása az általános és középiskolák szülői értekezletei számára / Budapest, 1960.
- Szülőknek a nevelési tervről : nevelési módszerek/ Budapest, 1964.)

Az Országos Pedagógiai Intézet tudományos jellegének megszűnése következtében 1977-től haláláig az MSZMP Politikai Főiskolája Neveléstudományi Tanszékén volt docens. Itt Zrinszky Lászlóval közösen A politikai munka pedagógiájának oktatása és kutatása című sorozatot szerkesztette. (Más lexikonokban megjelent "nyugdíjazásáig" kitétel téves, aktív egyetemi docens volt haláláig, ahogyan ezt a PIM-ben található munkakönyve tanúsítja).
Irodalmi munkásságát - haláláig - tudományos és oktatói pályája mellett folytatta, regényeit hétvégeken, illetve évi néhányszor egy-két hetes, elsősorban a Magyar Írószövetség szigligeti alkotóházában töltött összefüggő munkaszakaszokban írta.  Első regényét - a Vakarcsot - Gergely Márta ösztönzésére 1964-ben írta. 1970 januárjától 1978 júniusáig a Kisdobos című gyermeklap levelezőrovatának szerkesztőjeként "Űr Kata" álnéven 6-10 éves gyerekek problémáival foglalkozott (Az óriási gyereklevéltömegből kiválogatott leveleket publikált, s válaszolt rájuk Űr Kataként). A Móra kiadónál elsősorban Janikovszky Éva szerkesztette könyveit. (A jogutód adatközlése.)
Ifjúsági irodalmi tevékenységéért elnyerte a nemzetközi Gorkij díjat, majd a József Attila-díjat. Gyerekszeretete, kitűnő pedagógiai érzéke révén természetes könnyedséggel írt a kisebb és nagyobb gyerekeknek. Könyvei ugyanakkor reflektálnak a kor (1960-as, 1970-es, 1980-as évek) jellegzetes társadalmi - pedagógiai kihívásaira: a lakótelepi gyerekkor sajátos életérzésére (Vakarcs, Vakarcs vakációja, A világ legrosszabb gyereke), a kamaszok és a második házasságok következtében belépő nevelőszülők közötti viszonyra (Intőkönyvem története, Próbarepülés), a gyerekek hétköznapjait szervező kisdobosmozgalomra (Hónapló), az iskolakörzetesítésre (Elvarázsolt iskola),  az ebben az időben életkorban fiatalabb korra kerülő párkeresés jelenségére (Viki és Lajos szerelmesek, Szív a kerítésen).
Az 1980-as években  a korban megszokottnál sokkal nagyobb mértékben vett részt, elsősorban kistelepülések könyvtárai, gyerekkönyvtárai meghívására író-olvasó találkozókon. (A jogutód adatközlése.)
A serdülőknek szóló Intőkönyvem története című regénye több kiadásban, (részben a 2000-es, 2010-es években) is megjelent. A 2010-es évektől a Manó könyvek kiadó a Régi kedvencek című könyvsorozatban kezdte el művei ismételt megjelentetését. Több regénye jelent meg (NSZK-ban és Ausztriában) német, illetve a célnyelvnek megfelelő országokban finn, szlovén, cseh, szlovák, lengyel, román, orosz, bolgár fordításban. Műveiből filmeket Katkics Ilona és Takács Vera rendezett. "A világ legrosszabb gyereke"  közönségdíjas lett a gyermekjátékfilmszemlén, ebben tűnt fel a később sikeres gyerekszínész Kovács Robi. A filmeket a 21. században is többször vetítette az M1 és M2. Diafilmen adták ki a Világ legrosszabb gyerekét.
Kézirat, levelezés és fényképhagyatéka a Petőfi Irodalmi Múzeumban kutatható. Egyetlen hangzó videófelvétel ismert:  https://www.youtube.com/watch?v=tv5YQembCgU Néhány másodperces - néma epizódszerepben feltünik - A világ legrosszabb gyereke" c filmben. A 2010-es évek végén a "Manó Könyvek" "Régi kedvenceink" sorozatában életműkiadás indult. Az arcanum folyóiratadatbázisának felhasználásával Nagy Péter Tibor 2021-ben összeállította a róla szóló cikkeket.  https://archive.org/download/nagy_katalin

## Művei
- Vakarcs (ill. Réber László, Móra, 1965, 1979)
- Vakarcs vakációja (ill. Réber László, Móra, 1967, 1979)
- Intőkönyvem története (ill. Zsoldos Vera, Móra, 1968, 1974, Minerva Nova, 2002, a borítót tervezte: Szalay György, 2004, Könyvmolyképző Kiadó, 2007, jav. kiadás, 2015)
- Legfeljebb három pofon (ill. Kohl Leó, Madách, Móra, 1971)
- A világ legrosszabb gyereke (ill. Zsoldos Vera, Móra, 1973, ill. Dudás Győző, Manó Könyvek, 2016)
- Madzag (Kondor Lajos rajzaival, Móra, 1976)
- Mini mesék; Magyar Nők Országos Tanácsa–Kossuth, Bp., 1976
- Próbarepülés (Zsoldos Vera rajzaival, Madách, Móra, 1978)
- Napraforgó-lány (Fekete Mária rajzaival, Madách, Móra, 1979)
- Tűrhető Lajos (Mayer Gyula rajzaival, Móra, 1980, 1985, a Világgá mentemmel egy kötetben, ill. Dudás Győző, Manó Könyvek, 2017)
- Világgá mentem (Mayer Gyula rajzaival, Móra, 1982)
- Viki és Lajos szerelmesek (Magyar Vöröskereszt, 1982)
- Hó-napló (Szecskó Ágnes rajzaival, Madách, Móra, 1984)
- Az elvarázsolt iskola (Mayer Gyula rajzaival, Móra, 1984)
- Rendhagyó emlékkönyv (Zsoldos Vera rajzaival, Madách, Móra, 1986, ill. Rippl Renáta, Manó Könyvek, 2019)
- Kettőnk titka (Mayer Gyula rajzaival, Móra, 1987)
- Szív a kerítésen (Marton Magda rajzaival, Madách, Móra, 1989, ill. Rippl Renáta, Manó Könyvek, 2018)
- Mini mesék

## Díjak, kitüntetések
- Munka Érdemérem (1955)
- A Munka Érdemrend ezüst fokozata (1967)
- A Munka Érdemrend arany fokozata (1983)
- A neveléstudományok kandidátusa (1970)
- Gorkij-díj (1983)
- József Attila-díj (1985)

## Rádiójátékok
- Vakarcs (1966)[2]
- Vakarcs vakációja (1969)[3]
- Tűrhető Lajos (1978)[4]
- Meddig él egy sündisznó (1982) [5]

## Tévéfilmek
- 1974-ben készült az Intőkönyvem története című színes magyar tévéfilm Katkics Ilona rendezésében. A film főszereplői Nagy Eleonóra (Melinda), Szemes Mari (Eszter), Bulla Elma (Baba néni), Bessenyei Ferenc (Dallos Sándor) és Benkő Péter (segédpilóta).[6][7]
- A világ legrosszabb gyereke (1987, rendezte Takács Vera)
- Tűrhető Lajos (1988, rendezte Takács Vera)
- Öcsi, a sztár (1988, rendezte Takács Vera - a film szövegkönyve az egyetlen kifejezetten filmnek készült Nagy Katalin írás)[8]

## Kritikák műveiről
- Varga Vera: N. K.: A világ legrosszabb gyereke (Élet és Irod., 1973. 34. sz.);
- Keszthelyi György: Nagy Katalin regénye (Könyv és Nevelés, 1973. 6. sz.);
- Kiss Elemérné- Veress Éva: Találkozások N. K.-nal (Együtt, 1982. 1-2. sz.);
- B.J: Öt perc N. K.-nal (Somogyi Néplap, 1984. júl. 17.);
- Nagy Andor: Az elvarázsolt iskola (Ped. Szle, 1985. 2. sz.).